# Юхансен, Давид Монрад
Дави́д Мо́нрад Ю́хансен (норв. David Monrad Johansen; 8 ноября 1888, Мушёэн, Норвегия — 20 февраля 1974) — норвежский композитор, пианист и музыкальный критик.

## Биография
В 1905—1909 годах учился в консерватории в Осло, затем у Катаринуса Эллинга, Ивера Хольтера и Карли Ниссена. В 1915—1916 годах занимался у Энгельберта Хумпердинка (композиция) в Высшей музыкальной школе в Берлине. В 1910 году дебютировал как пианист в Осло. С этого же года концертировал. В 1925—1945 годах работал музыкальным критиком в газете «Aftenposten». Автор первой капитальной монографии об Эдварде Григе («Edvard Grieg», Oslo, 1934).
В период немецкой оккупации Норвегии в ходе Второй мировой войны Юхансен входил в партию Национального единения и поддерживал коллаборационистское правительство Квинслинга. В 1942-45 годах Давид Юхансен входил в организованный нацистами «Культурный совет» (Kulturting). После окончания Второй мировой Юхансен был признан виновным в государственной измене и приговорён к 4 годам каторжных работ.
Его сын, Давид Юхан Квандаль, также стал композитором.

## Сочинения
- оратория «Волюспо» / Voluspa (1926, на текст из «Старшей Эдды»)
- симфоническая поэма «Пан» / Pan (1939, по роману Кнута Гамсуна)
- концерт для фортепиано с оркестром (1955)
- струнный квартет (1969)
- квинтет для фортепиано и струнных (1967)
- фортепианная сюита на народные темы «Картины Нурланна» / Nordlandsbilleder (1918)
- фортепианная сюита на народные темы «Из Гудбраннсдалена» / Fra Gudbrandsdalen (1922)